# Will Clyburn
William Dalen "Will" Clyburn (Detroit, Míchigan, 17 de mayo de 1990) es un jugador de baloncesto estadounidense que pertenece a la plantilla del FC Barcelona de la liga ACB. Con 2,01 de estatura, juega en la posición de alero. 

## Trayectoria deportiva

### Universidad
Jugó dos temporadas en el Marshalltown Community College de la NJCAA, donde promedió 19,6 puntos y 8,7 rebotes por partido como estudiante de segundo año. En 2010 fue transferido a los Utes de la Universidad de Utah, donde jugó una temporada en la que promedió 17,1 puntos, 7,8 rebotes, 1,0 asistencias y 1,1 robos de balón por partido,
El 12 de abril de 2011 fue transferido a los Cyclones de la Universidad de Iowa, donde, tras pasar un año en blanco como dictaba la normativa de la NCAA en cuanto a traspasos, fue incluido en el segundo mejor quinteto de la Mountain West Conference tras liderar al equipo en anotaciones (17,1) y rebotes (7,8) por partido. Ocupó el tercer puesto en la Mountain West tanto en anotaciones como en rebotes, y el puesto 92 a nivel nacional en anotaciones.

#### Estadísticas
| Año     | Equipo     | PJ | PT | MPP  | %TC  | %3P  | %TL  | RPP | APP | ROB | TPP | PPP  |
| ------- | ---------- | -- | -- | ---- | ---- | ---- | ---- | --- | --- | --- | --- | ---- |
| 2010–11 | Utah       | 30 | 28 | 34.7 | .450 | .403 | .759 | 7.8 | 1.0 | 1.1 | .2  | 17.1 |
| 2012–13 | Iowa State | 35 | 35 | 31.5 | .443 | .308 | .768 | 6.8 | 2.1 | .9  | .4  | 14.9 |
| Total   | Total      | 65 | 63 | 33.0 | .446 | .359 | .764 | 7.3 | 1.6 | 1.0 | .3  | 15.9 |

### Profesional
Debutó como profesional en la Basketball Bundesliga con el Ratiopharm Ulm.
En las filas del Ratiopharm alemán aportó 13.0 puntos y 7.2 rebotes. Es un alero sólido, que ayuda en el rebote y no le cuesta anotar.
Clyburn destacó en las filas del Holon israelí, con 20.9 puntos y 8.3 rebotes por partido en la Winner League. Con su gran temporada en el Hapoel Holon, se hace un hueco en la Euroleague, tras llegar a un acuerdo con el Darussafaka Dogus para los dos temporadas, en formato de 1+1.
El 23 de julio de 2025 firmó un contrato por dos temporadas con el Fútbol Club Barcelona de la liga ACB.